# Pawieł Tonkow
Pawieł Siergiejewicz Tonkow ros. Павел Сергеевич Тонков (ur. 9 lutego 1969 w Iżewsku) – rosyjski kolarz szosowy, zwycięzca Giro d’Italia (1996).

## Najważniejsze zwycięstwa
- 1988 – Hessen-Rundfahrt
- 1995 – Tour de Suisse
- 1996 – Giro d’Italia plus etap
- 1997 – Tour de Romandie, Giro dell’Appennino, trzy etapy Giro d’Italia
- 1998 – Giro dell’Appennino, etap Giro d’Italia
- 2002 – etap Giro d’Italia
- 2004 – etap Giro d’Italia
- 2005 – Clásica Alcobendas